# Pistiddu
Il pistiddu è un dolce tipico del nuorese, originariamente veniva preparato in occasione della festa di sant'Antonio abate, ma che oggi può essere preparato in un periodo più esteso, anche per altri giorni di festa. 
Consiste in una sorta di crostata rotonda e piatta di colore giallo paglierino, ripiena con un preparato di vincotto, scorze di arancia e aromi caratteristici, a seconda del luogo di produzione e della ricetta utilizzata.
La ricetta può infatti subire delle varianti in base al paese di produzione: per esempio a Orotelli è prevista l'aggiunta di miele, mentre a Orani la variante prevede la marmellata di fichi d'India.
In altri luoghi, come a Orosei, il dolce può assumere anche una forma più spessa, ampia e squadrata, tipicamente realizzata per la divisione in porzioni da distribuire durante le cerimonie e i tipici falò della festa.
La preparazione del dolce avviene secondo la tipica tradizione nuorese di decorare la pasta, con veri e propri disegni ad incisione dai quali è possibile intravedere il ripieno.
Il gusto del dolce è dato principalmente dall’intensita e dalla dolcezza del ripieno, che può risultare più o meno stucchevole a seconda dei gusti e delle sensibilità.